# ТЕЦ Тарнув-Мосьциці
ТЕЦ Тарнов-Мосціце – теплоелектроцентраль на півдні Польщі у місті Тарнів, котра відноситься до комплексу споруд хімічного заводу Групи Азоти.

## ТЕЦ І
У другій половині 1920-х років у Мосціцах (наразі вже район Тарнова) почалось спорудження великого підприємства азотної хімії. Забезпечувати його електричною та тепловою енергією повинна була власна станція, котру ввели в експлуатацію у 1929-му.
ТЕЦ мала центральну котельню із шістьома котлами, чотири з яких постачив краківський завод Зеленевського, а ще два сосновецький майданчик компанії Fitzner&Gamper (у 1928-му ці два виробники об'єднались). Видалення продуктів згоряння відбувалось за допомогою двох димарів висотою по 114 метрів, які на момент спорудження були найвищими в країні (за іншими даними, висота димарів складала 110 і 105 метрів).
Три генераторні комплекти з конденсаційними турбінами потужністю по 7,6 МВт та генераторами на 9,5 кВА виготовила швейцарська Brown Boveri. Ще одну турбіну потужністю 2,1 МВт та з'єднані з нею два генератори загальним показником у 2,6 кВА постачила шведська Stal-Asea. Останній агрегат мав турбіну з протитиском, котра дозволяла продукувати пар для технологічних та опалювальних цілей.
Оскільки потреби заводу первісно становили лише 17 МВт, частину потужності використовували для постачання електроенергії іншим промисловим підприємствам та споживачам Малопольського регіону.
Електростанція споруджувалась з розрахунку на спалювання вугілля. У 1933-му сюди проклали газопровід від родовища Розтокі, що дозволило використовувати газ для розпалювання котлів (в 1960-х блакитне паливо до Тарнува стало надходити із Ярослава).
У 1950-х комплекс азотного заводу підсилили другою електростанцією, а в 1970-х ТЕЦ І вивели з експлуатації.

## ТЕЦ II
Для покриття зростаючих енергетичних потреб в 1955-му запустили ТЕЦ II потужністю 50 МВт. Вона мала три пиловугільні котли TP-170 (відомі як К-1, К-2 та К-3) і створені за радянською технологією дві конденсаційні турбіни WPT-25 (TG-1 і TG-2). Видалення продуктів згоряння відбувалось за допомогою димаря висотою 104 метра.
У 1960-х станцію підсилили. На цей раз встановили два пиловугільні котли OP-230 (К-4 та К-5) виробництва Rafako (Рацибуж), та теплофікаційні турбіни угорської компанії Lang (TG-4 і TG-5). Для видалення продуктів згоряння спорудили димар висотою 120 метрів.
Необхідну для охолодження воду відбирали із річки Дунаєць.
Наприкінці 1990-х котельне господарство ТЕЦ частково модернізували. Котел К-1 перевели на природний газ (він отримав маркування TPG-170), а для котла К-4 застосували технологію циркулюючого киплячого шару (OPF-230).
Станом на початок 2010-х станція мала електричну потужність у 96,8 МВт (за іншими даними — 102 МВт) та використовувала зазначені вище чотири турбіни та чотири котли (К-1, К-3, К-4 і К-5). Вона забезпечувала 100 % потреб хімічного комбінату у парі та гарячій воді і 85 % в електроенергії.